# Moritzhof (Erfurt)

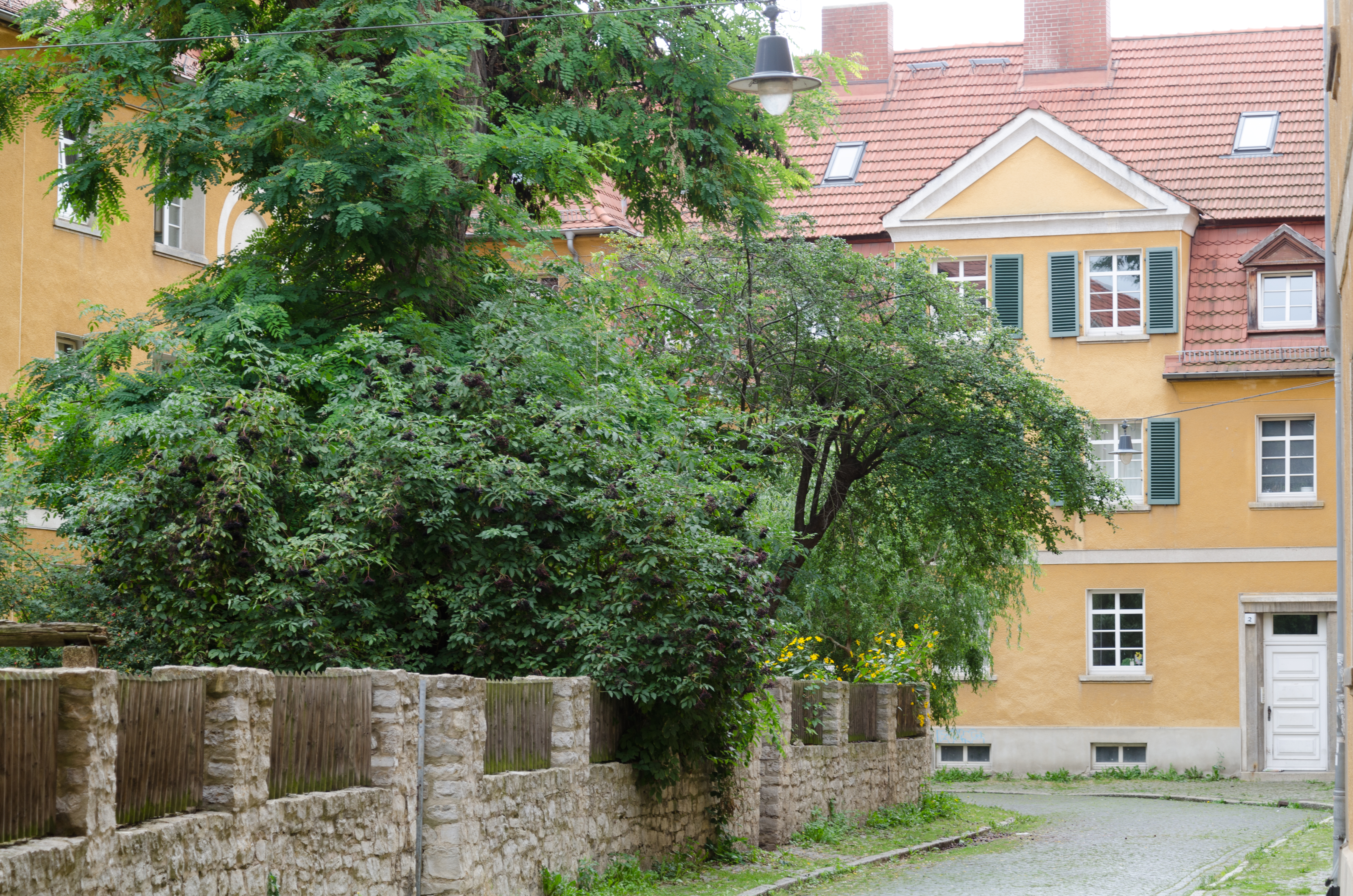
Blick in den Moritzhof

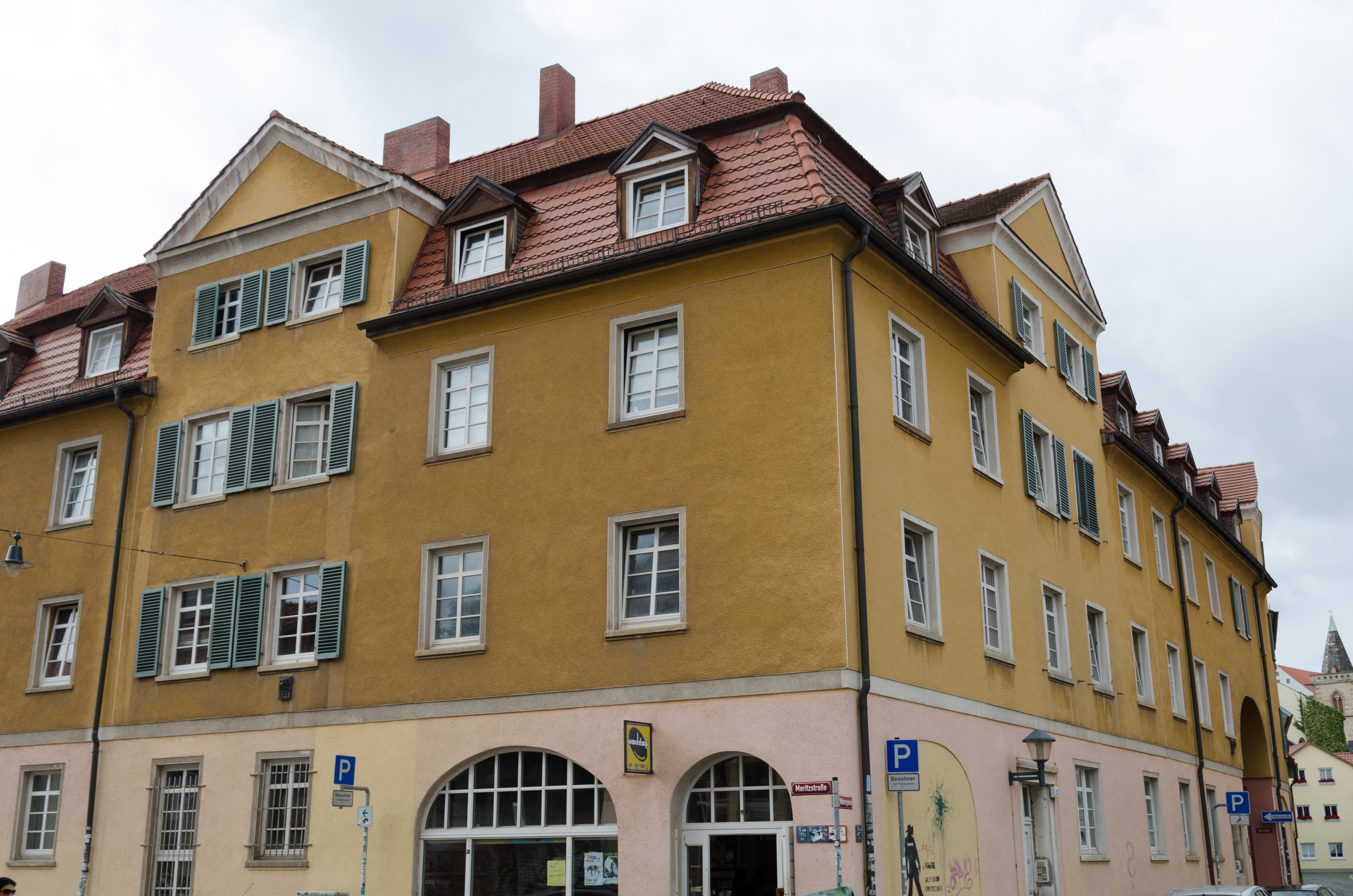
Blick auf die Blockbebauung Moritzstraße, Ecke Webergasse

Der Moritzhof ist eine 1921 errichtete denkmalgeschützte Wohnanlage im Erfurter Andreasviertel und gehört zur Baulichen Gesamtanlage Altstadt. Der Gebäudekomplex ist im Stil des Neobiedermeier gehalten, charakteristisch sind Elemente wie breite Gesimsbänder, doppelt gestufte Blendbögen und der vollständig aufgebrachte Außenputz.
Erste Pläne, abgerissene Häuser im Andreasviertel durch Mietwohnneubauten zu ersetzen, reichen in die Zeit vor dem Ersten Weltkrieg bis 1912 zurück. Unter Stadtbaurat Paul Peters legte das städtische Bauamt 1913 Planungen dazu vor, den Straßenzug entlang der südlichen Moritzstraße bis zur Einmündung Webergasse als Teil eines Konzeptes zur Altstadtsanierung zu bebauen. Ziel war es, die im Zuge des Bevölkerungswachstums der Stadt Erfurt entstandene Wohnungsknappheit abzumildern. Zunächst sahen die Pläne eine Blockrandbebauung mit zwei rückwärtigen Gebäudeflügeln vor. Im Rahmen eines Architekturwettbewerbes 1918 wurde das Konzept dahingehend verändert, dass in die Blockrandbebauung auch der vordere Teil der Webergasse einbezogen und eine Innenhofbebauung erfolgen sollte. Die Erschließung des Innenhofes erfolgte durch Anlage einer innenliegenden rechtwinklig entlang der Innenhofbebauung verlaufenden Straße mit Einfahrtsmöglichkeit von der Webergasse und der Moritzstraße. Der Moritzhof wurde 1921 unter Stadtbaurat Johannes Klass nach zehn Monaten Bauzeit fertiggestellt.
Heute befinden sich in dem bislang nur teilsanierten Komplex ofenbeheizte Mietwohnungen und einige wenige Kleingewerbe.